# Zadnja noč v Teheranu
 Zadnja noč v Teheranu je družbeni roman, s prvinami kriminalke, ki ga je napisal slovenski pisatelj, pesnik, dramatik in novinar Zdenko Kodrič. Roman je izšel leta 2016 pri založbi Litera v Mariboru v zbirki Piramida. Spremno besedo je napisal Goran Potočnik Černe.
Po avtorjevih besedah je iztočnica za ta roman nastala v snemanju dokumentarnega filma Sramota (2016) kjer je poskušal predstaviti, analizirati primer iz leta 1974, kjer je bil Martin Uhernik po nedolžnem obsojen na osemletno zaporno kazen.
Roman postavlja v ospredje pravkar upokojenega državnega tožilca Aleksandra Košaka, samotarja, pedantnega ločenca in ljubitelja tulipanov. Pismo, ki mu ga pošlje Maks Urbanc, ki je pravkar odslužil zaporno kazen, ga ponovno požene v iskanje resnice in pravega morilca. Zgodba se tako prevesi v pravo družinsko dramo.
V romanu lahko zasledimo pisma, ki si jih protagonist Aleksander Košak dopisuje z mojstrom tulipanov Mehmedom in njegovim sinom Matejem.

## Vsebina
Glavni literarni junak je državni tožilec Aleksander Košak, ki se upokoji na dan tretje mariborske vstaje (vstajniško leto 2012). Kolegi mu pripravijo poslovilno slavje, kjer mu v dar podarijo letalsko karto za potovanje v Teheran. Aleksander se namreč posveča gojenju tulipanovim čebulicam, po navodilih perzijskega mojstra tulipanov Mehmeda Mahmoudija iz Urmije.
Ob prihodu domov ga pričaka pismo posebne vrste. Pismo mu pošlje obtoženi Maks Urbanc – v tem času pride iz zapora – ki trdi, da je po krivem odsedel osemletno zaporno kazen. Ta hoče, dokazati svojo nedolžnost, zato želi obnovitev primera in se ga tako spozna za nedolžnega. V Košakovo komaj začetno upokojensko obdobje seže star primer, umor Janka Blažiča, ki ga je zaradi pomanjkanja dokazov ovrgel. Njegovi nasledniki ga ponovno odprejo in po krivem obsodijo Maksa Urbanca. Tako se Košak ob iskanju resnice in pravega krivca zaplete tako z ljudmi javnega življenja kot z osebami v zasebnem življenju. Ko je že videti, da se stvari počasi sestavljajo na svoje mesto, se prava drama šele prične. Nov dokaz nedvomno razkrije pravega morilca ter hkrati vpletenost Košakovega takrat dvajsetletnega sina Mateja. S pobegom v daljni svet tulipanov se Košak želi izogniti posledicam svoje odločitve in začeti novo življenje. 

## Zbirka
Roman je izšel v zbirki Piramida pri založbi Litera

## Izdaje in prevodi
Prva izdaja knjige iz leta 2016 (COBISS)